# Вихфрид
Вихфрид (нем. Wichfri(e)d, или Wigfri(e)d) (* около 900 — † 9 июля 953) из рода Матфридингов был архиепископом Кёльнской архиепархии с 924 года.

## Биография
Вихфрид был сыном графа Герхарда из Мецгау и Оды Саксонской. Она была дочерью Оттона I Сиятельного, герцога Саксонского из рода Людольфингеров. Таким образом, он был племянником короля Генриха I Птицелова. Его младшим братом был пфальцграф Готфрид фон Юлих. Вихфрид был архикапелланом и архиканцлером при Оттоне Великом.
До своего избрания в 924 году архиепископ Вихфрид служил членом капитула Кёльнского собора. Возможно, ему было всего 25 лет, когда его избрали на одну из высших духовных должностей Римского престола. 29 июля 927 года архиепископ Вихфрид пожертвовал близлежащую церковь Святой Марии и все доходы монастырю Урсулы в Кёльне. Он принял участие в королевской коронации Оттона I в Ахене в 936 году, но не смог реализовать свои коронационные права как митрополит, поэтому три немецких архиепископа провели коронацию вместе. Вихфрид был первым епископом Кёльна, выпустившим официальные пергаментные документы по королевскому образцу.
Байентурм впервые упоминается в документе от Вихфрида вместе с границами церковного городского района Санкт-Северин. В 935 году архиепископ Вихфрид подарил поместье Рурдорф монастырю Святой Урсулы в Кёльне. 9 сентября 941 года архиепископ Вихфрид передал кёльнскому монастырю Св. Цецилии десятину от поместья в Кантенихе и Хуфене в Рондорфе, Хюннингене, Боклемюндте, Фрехене, церкви с десятиной в Брениге в Бонне и вина и виноградники в Ренсе. Вихфрид осуществлял и многие другие пожертвования монастырям, штифтам и аббатствам. Женский штифт Святой Урсулы получил очередные пожертвования в 941 году, а 29 мая 950 года к нему же отогла половина усадьбы Хуббельрат.
Вихфрид умер после продолжительной болезни 9 июля 953 года и был похоронен в кёльнской церкви Святого Гереона. Его преемником стал Бруно, брат короля Оттона I.